# Refuge du Mont Jovet
Le refuge du Mont Jovet est un refuge situé en France dans le département de la Savoie en région Auvergne-Rhône-Alpes, sur la commune de Bozel qui en est propriétaire.

## Caractéristiques et informations
Le refuge du Mont Jovet bénéficie d'un gardiennage à partir du mois de juin jusqu'au mois de septembre.

## Accès
Pour se rendre au refuge en véhicule, il faut partir depuis le bourg principal de la commune de Bozel, et se diriger vers la direction intitulée « mont Jovet ». Ce qui est au départ une route devient progressivement une piste accidentée débouchant sur le refuge. À pied il faut compter 4 à 5 heures depuis Bozel, pour une ascension totale de près de 1 500 m de dénivelé. Des accès plus faciles sont possibles depuis Notre-Dame-du-Pré (1 000 m de dénivelé), le hameau de la Cour (800 m), ou encore depuis la station de La Plagne (500 m).

## Particularités
Durant la période hivernale, la partie Est du vallon constitue, de par sa pente, un véritable couloir d'avalanche.